# Diceratobasis melanogaster
Diceratobasis melanogaster é uma espécie de libelinha da família Coenagrionidae.
É endémica da República Dominicana.
Os seus habitats naturais são: florestas subtropicais ou tropicais húmidas de baixa altitude.
Está ameaçada por perda de habitat.